# Oxymetopon cyanoctenosum
Oxymetopon cyanoctenosum är en fiskart som beskrevs av Wolfgang Klausewitz och Condé, 1981. Oxymetopon cyanoctenosum ingår i släktet Oxymetopon och familjen Ptereleotridae. Inga underarter finns listade i Catalogue of Life.